# Société nautique de Genève
La Société Nautique de Genève (SNG) est un club nautique fondé à Genève en 1872. Elle est le plus grand club nautique de Suisse avec 4 500 membres. La Nautique gère actuellement un port de 1 000 places.
Ayant pour but le développement des sports nautiques et le soutien actif de champions, la SNG est un club formateur qui propose des cours dans ses écoles sportives d’aviron, de voile, de ski nautique et de wakeboard.

## Histoire
Fondée en 1872 et initialement nommée Société de navigation de Genève, sa création est liée à l'essor des sports nautiques et ses premiers membres sont issus de l'élite genevoise aisée. La section d'aviron est alors la seule section organisée au sein la SNG. Elle organise des compétitions d'aviron et ses hangars à aviron et les premiers locaux de la SNG se trouvent sur des pilotis sur le bord du lac Léman, aux Eaux-Vives à Genève. En parallèle, la SNG organise déjà des régates à la voile et aussi des fêtes dites "vénitiennes" avec illuminations, feux d'artifice et durant lesquelles des embarcations illuminées sillonnent la rade de Genève.
En 1881, elle est rebaptisée Société Nautique de Genève pour ne pas être confondue avec la Compagnie générale de Navigation (CGN). Elle se dote de nouveaux statuts et ambitionne d'organiser des événements sportifs d'importance nationale et internationale. Des régates d'aviron internationales sont organisées en 1881 et 1882 et en 1883. Dès lors, le nombre de ses membres va croissant. A l'étroit dans ses hangars d'avirons et des garages qu'elle loue au quai du Mont-Blanc, elle se met à la recherche de locaux pour ses infrastructures grandissantes. Faute d'en trouver, elle envisage différents projets allant de l'aménagement d'un port de plaisance sur la rive droite à la construction de hangars. Finalement en mai 1897, elle inaugure des garages pour les embarcations à rame sur le quai des Eaux-Vives.
Dès 1914, la question de l'emplacement de la SNG devient une préoccupation courante. Un nouveau plan d'aménagement de la rive gauche de la rade par les autorités genevoises prévoit de déplacer la société et ses infrastructures dans un nouveau port situé vers le Port-Noir. En juillet 1933, les nouvelles installations sont inaugurées, dans un style architectural semblable à celui de Genève-Plage ouverte juste à côté en 1932. Rapidement les agrandissements des installations deviennent nécessaires en raison des activités et des membres qui se multiplient. Durant les années 1970-1980, des travaux de protection du port ont lieu et il est agrandi de 200 places, les hangars sont rénovés ainsi que les infrastructures pour les sportifs et le club-house.
Profitant du projet de réaménagement de la rade et de la création de la Plage des Eaux-Vives de 2008, la SNG propose en parallèle un projet de doublement de la surface du port (passage à 1'000 places) et de la création d'infrastructures sportives et de manutention. Le chantier s'ouvre en 2017 et se termine en 2020. Il est inauguré le 18 septembre 2020. Pour 2023, elle projette la construction d'un phare au bout de la nouvelle jetée
Des personnalités sont passées par la SNG comme l'attestent des photographies. En novembre 1933, Charles Lindberg atterrit avec son hydravion dans le port. Le 19 septembre 1964, Auguste Piccard arrive dans le port avec son mésoscaphe.

## Sections
Lors de la fondation de la SNG en 1872, la Section d'aviron est la seule section déjà existante. Les autres sports nautiques sont organisés progressivement. En 1903 est fondée la Section de la Voile, qui prend le nom de Cercle la voile en 1917. En 1904, c'est au tour de la Section de l'Hélice (bateaux à moteur) qui, en s'ouvrant au ski nautique en 1948, change de nom pour s'intituler Section de l'Hélice et de ski nautique, puis reprend le nom Section Hélice en 2018. En 1965, la Section du Yachting Léger (multicoques et monocoques) voit le jour.
La société est composée aujourd'hui en quatre sections :

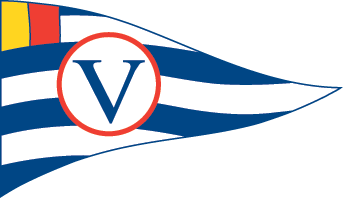
le Cercle de la Voile
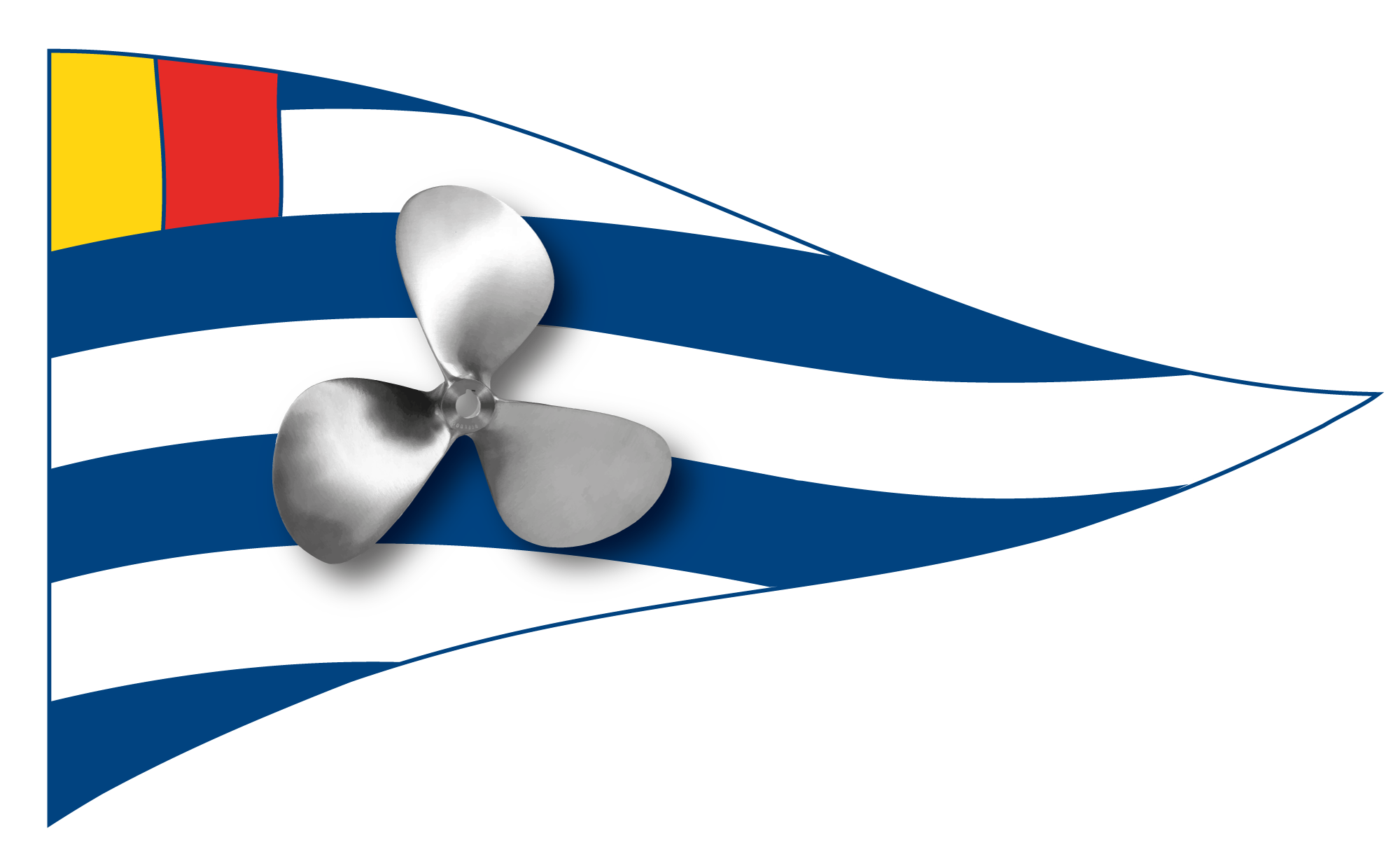
L'Hélice
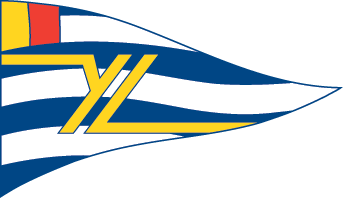
le Yachting Léger
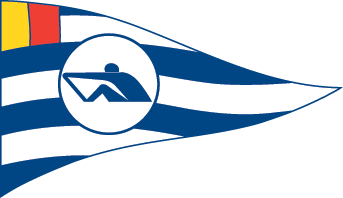
L'Aviron

## Manifestations sportives

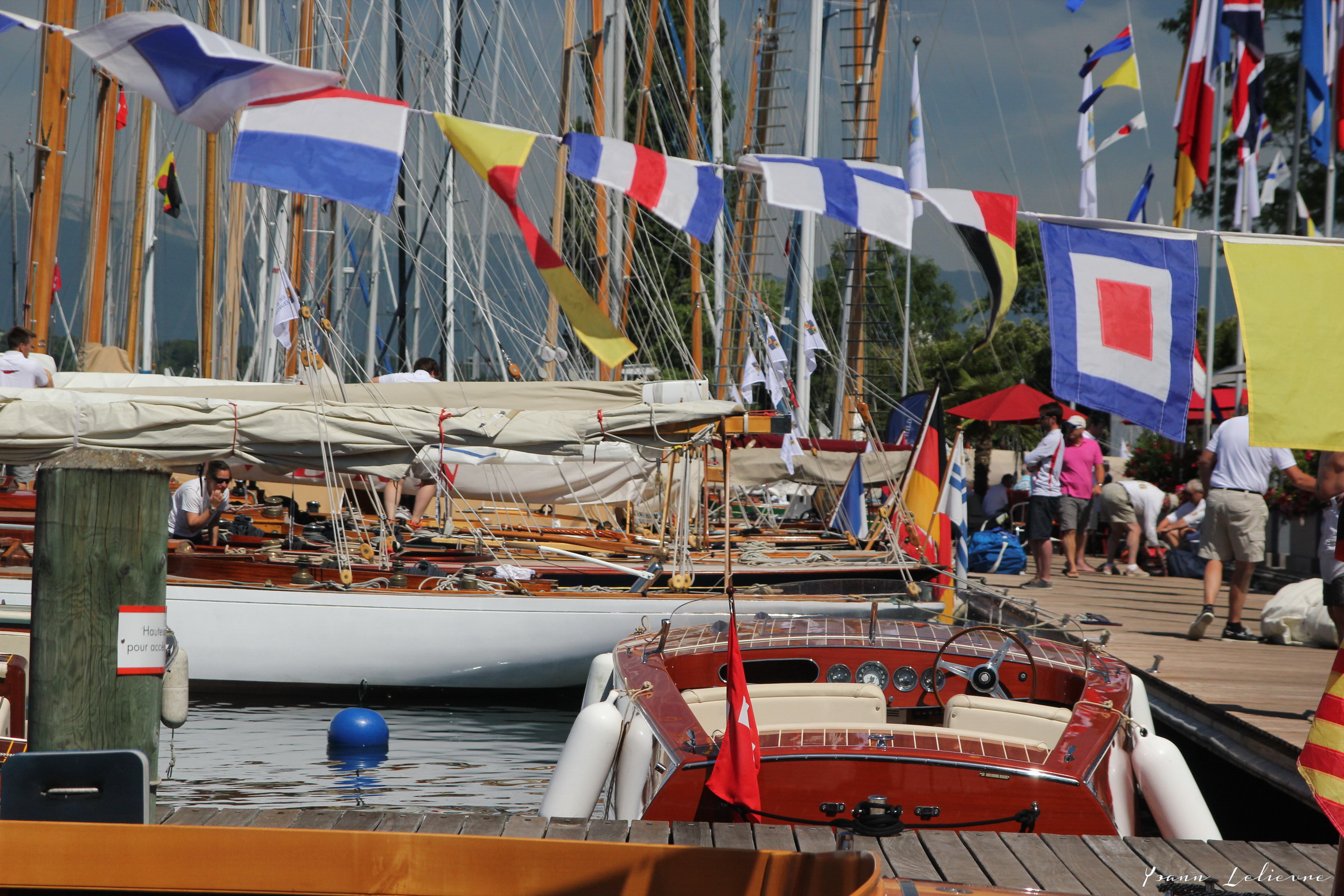

La Société Nautique de Genève organise des évènements sportifs tels que 
- Le Bol d'or (depuis 1939)
- La Semaine de la voile (depuis 1904)
- Le Tour du Léman à l'aviron
- La Trans lémanique en Solitaire
- La Croisière Eynard (depuis 1906)[6]

### Aventure de laCoupe de l'America

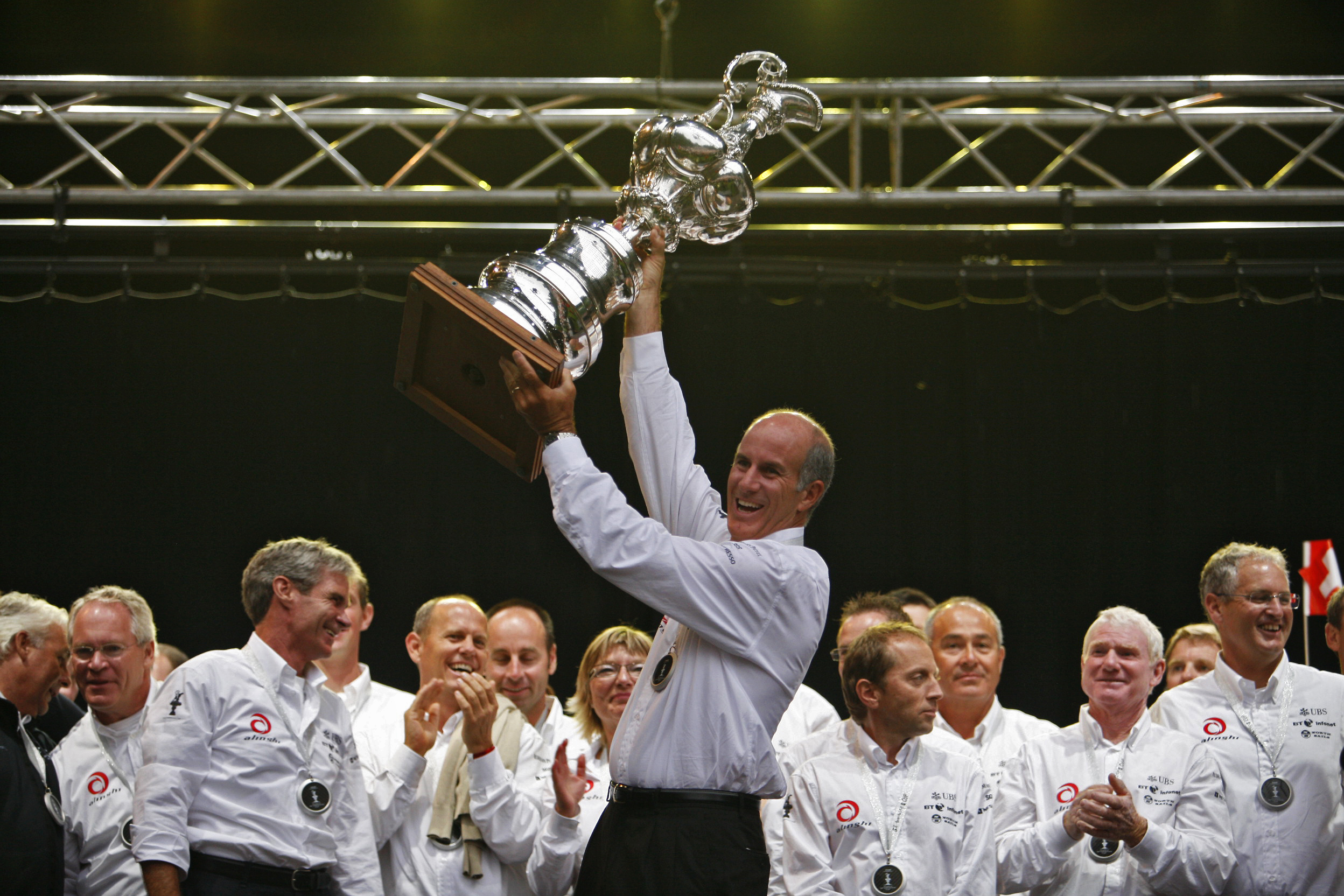
Ed Baird brandit le trophée de l'America's Cup, à Genève en 2007

En 2000, la SNG devient le club challenger et le port d'attache de l'équipe Alinghi pour la Coupe de l'America. En 2003, le Team Alinghi remporte la Coupe de l'America à Auckland et devient la première équipe européenne à gagner le trophée. En 2007, Team Alinghi remporte pour la deuxième fois la Coupe de l'America, à Valence en Espagne. Pour 2024, Team Alinghi a annoncé qu'il représentera la SNG pour la Coupe de l'America.